# Suseni, Mureș
Suseni là một xã thuộc hạt Mureș, România. Dân số thời điểm năm 2002 là 2318 người.